# Irene Fuhrmann
Irene Fuhrmann (Vienna, 23 settembre 1980) è un'allenatrice di calcio ed ex calciatrice austriaca, di ruolo centrocampista, selezionatrice della nazionale femminile austriaca.
Grazie a una borsa di studio della UEFA, è la prima donna in Austria ad aver conseguito la licenza UEFA Pro e la prima a ricoprire l'incarico di ct della nazionale femminile del suo paese.

## Carriera

### Calciatrice

#### Club
Fuhrmann è cresciuta a Penzing, il quattordicesimo distretto di Vienna, avvicinandosi al calcio condividendo la passione con i fratelli e giocando nei campi sportivi del Ferdinand-Wolf-Park. Nel corso del suo percorso di studi presso il Centro sportivo dell'Università di Vienna (USZ) sullo Schmelz, ha seguito la materia elettiva del calcio femminile e il docente le ha consigliato di iscriversi a un club.
Ha iniziato la carriera nel 2000 vestendo la maglia del Austria Vienna/Landhaus, club con il quale nelle due stagioni tra l'estate 2000 e 2002 ha vinto due titoli di campione d'Austria nel 2000 e nel 2001 e tre coppe nazionali. Con il Landhaus Vienna e l'Innsbrucker AC, squadra alla quale si erta trasferita per la stagione 2002-2003, ha disputato la UEFA Women's Cup. Complessivamente nella Bundesliga austriaca ha collezionato 129 presenze segnando 45 reti.

#### Nazionale
Fuhrmann inizia a essere convocata dalla Federcalcio austriaca (ÖFB) dal 2002, debuttando con la nazionale maggiore il 14 settembre 2002, a Gleisdorf, nell'incontro pareggiato 1-1 con la Svizzera, collezionando in sei anni 22 presenze e segnando tre reti, l'ultima nel corso delle qualificazioni all'Europeo di Finlandia 2009.

## Palmarès

### Calciatrice

#### Club
- Campionato austriaco: 3

Landhaus Vienna: 1999-2000, 2000-2001
Innsbrucker AC: 2001-2002
- Coppa d'Austria: 3

Landhaus Vienna: 2000, 2001, 2002
- Supercoppa austriaca femminile: 1

Landhaus Vienna: 2002